# Sebeskápolna
Sebeskápolna románul: Căpâlna, falu Romániában, Erdélyben, Fehér megyében.

## Fekvése
Szászsebestől délre, a Sebes jobb partján fekvő település.

## Története
Kápolna nevét 1386-ban említette először oklevél Capella néven.
Későbbi névváltozatai: 1760–1762 között Kapolna, 1808-ban Kápolna, 1888-ban Kápolna (Alsó-Kápolna, Kapellen, Capalna),  1913-ban Sebeskápolna.
A trianoni békeszerződés előtt Szeben vármegye Szászsebesi járásához tartozott.
1910-ben 822 lakosából 821 román volt. Ebből 820 görögkeleti ortodox volt.

## Nevezetességek
- Határában a Kr. e. II. század–Kr.u.II. századból való dák kővár áll.

## Források

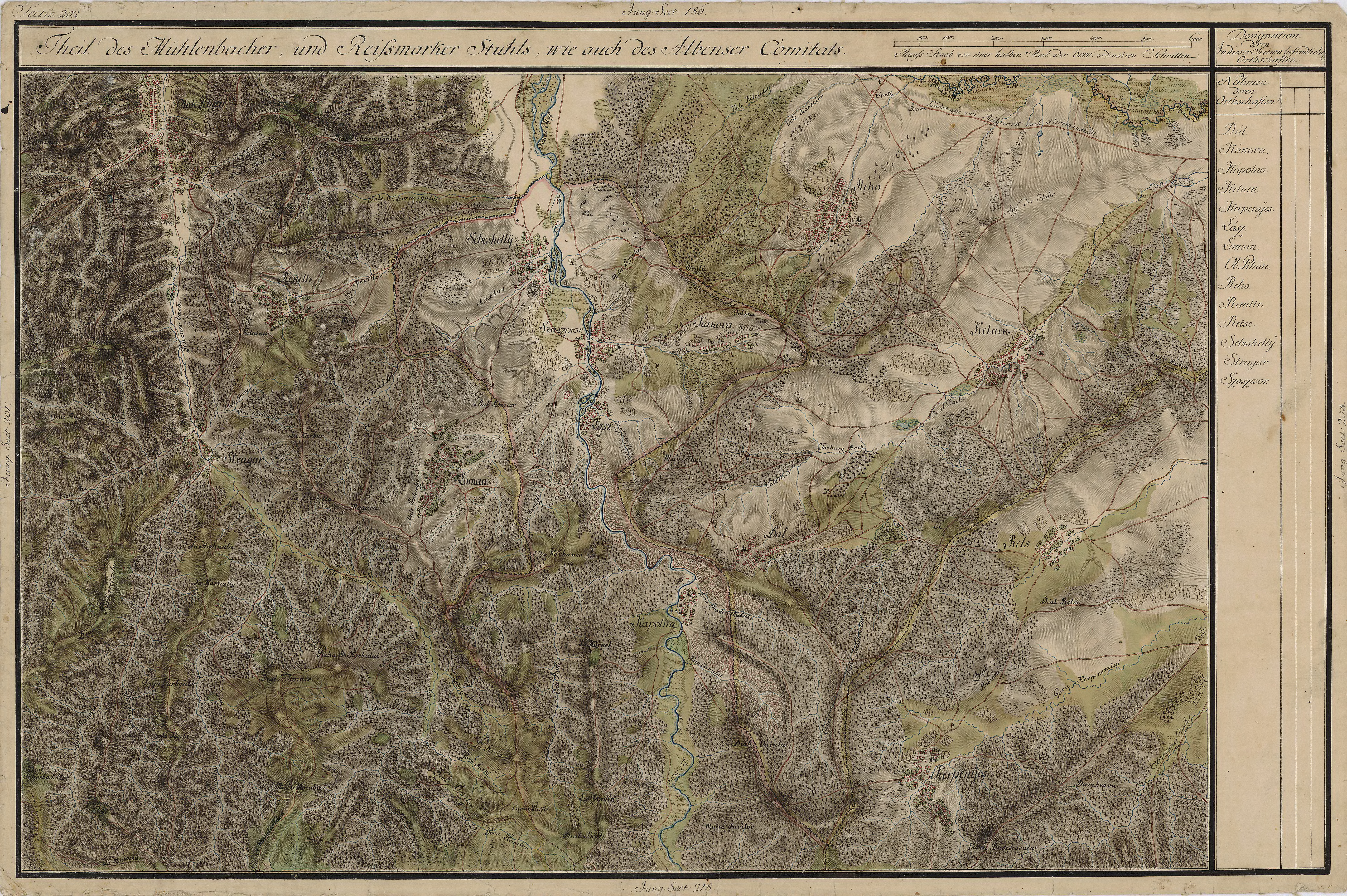
Sebeskápolna egy régi térképen